# Schloss Eckendorf

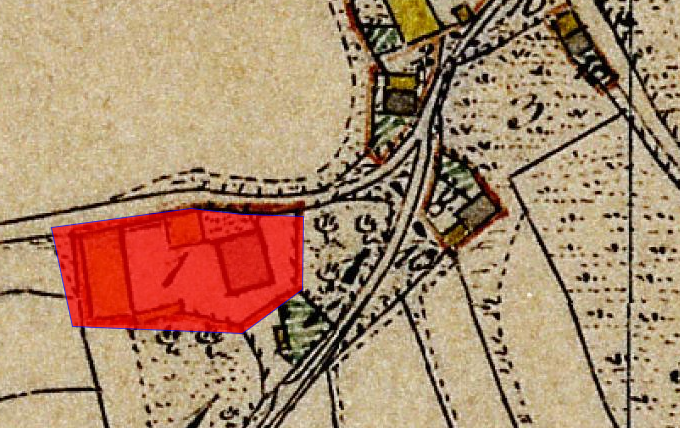
Lageplan von Schloss Eckendorf auf dem Urkataster von Bayern

Das abgegangene Schloss Eckendorf lag in Eckendorf (Eckendorf 1), einem Gemeindeteil der oberpfälzischen Stadt Nabburg im Landkreis Schwandorf. „Archäologische Befunde der frühen Neuzeit im Bereich des ehem. Schlosses von Eckendorf“ werden als Bodendenkmal unter der Aktennummer D-3-6539-0145 geführt.

## Geschichte
Eckendorf ist im 16. Jahrhundert erstmals erwähnt als freieigener Besitz und als Landsassengut. Es war mit der Niedergerichtsbarkeit ausgestattet. 1630 hatte Eckendorf nach einer damaligen steuerlichen Erhebung einen Hirten und sechs „hausgesessene“ Untertanen. Im 16. Jahrhundert wies Eckendorf ein kleines Schloss auf. Darauf geht die noch in Eckendorf gebräuchliche Bezeichnung „Schlossbauer“ zurück. Von dem Schloss, dem Zentrum der Landsasserei, ist heute nichts mehr erhalten. Der Schlossplatz ist heute mit einem Bauernhof überbaut.